# Таблиця медалей зимових Олімпійських ігор 1956
У наведеній таблиці показано розподіл медалей та очок між країнами брали участь у зимових Олімпійських іграх 1956, що проходили в Кортіна д'Ампеццо, в Італії з 26 січня по 5 лютого. Між 821 спортсменом з 32 країн було розіграно 24 комплекти нагород у 8 видах спорту. Нагороди отримали спортсмени з 13 країн.
Вперше олімпійськими призерами стали представники СРСР, Польщі та Японії. Крім того радянські спортсмени вперше брали участь на зимових Олімпійських іграх.
      Країна-організатор (Італія)
| Місце           | Країна                     | Золото | Срібло | Бронза | Загалом |
| --------------- | -------------------------- | ------ | ------ | ------ | ------- |
| 1               | СРСР                       | 7 *    | 3      | 6      | 16      |
| 2               | Австрія                    | 4      | 3      | 4      | 11      |
| 3               | Фінляндія                  | 3      | 3      | 1      | 7       |
| 4               | Швейцарія                  | 3      | 2      | 1      | 6       |
| 5               | Швеція                     | 2      | 4      | 4      | 10      |
| 6               | США                        | 2      | 3      | 2      | 7       |
| 7               | Норвегія                   | 2      | 1      | 1      | 4       |
| 8               | Італія                     | 1      | 2      | 0      | 3       |
| 9               | Об'єднана німецька команда | 1      | 0      | 1      | 2       |
| 10              | Канада                     | 0      | 1      | 2      | 3       |
| 11              | Японія                     | 0      | 1      | 0      | 1       |
| 12              | Угорщина                   | 0      | 0      | 1      | 1       |
| 12              | Польща                     | 0      | 0      | 1      | 1       |
| Всього (13 НОК) | Всього (13 НОК)            | 25     | 23     | 24     | 72      |